# 普罗旺斯的查理
普罗旺斯的查理（845年 – 863年1月25日），或查理二世，是855年至863年去世时的普罗旺斯国王。他是神圣罗马皇帝洛泰尔一世和图尔的埃芒加德最小的儿子。
普罗旺斯的查理的父亲洛泰尔一世于855年将其领土中法兰克王国以《普吕姆条约》分给他的3个儿子：
- 路易二世分得分得意大利王国，同时还有神圣罗马皇帝的头衔。
- 洛泰尔二世分得洛泰尔王国（Lotharingia，包括洛林公国、今低地国家领土以及上勃艮第）。
- 普罗旺斯的查理分得下勃艮第（包括阿尔勒王国和普罗旺斯）。

普罗旺斯的查理在父亲洛泰尔一世去世时还是个孩子，他分得的领土由他的导师鲁西永的吉拉特（Girart of Roussillon，其妻是洛泰尔一世的弟媳）伯爵负责管理，他是个精力旺盛的摄政者，成功击败了顺着罗讷河突袭至瓦朗斯的诺斯人，860年，吉拉特将他们赶出了罗讷河三角洲。
普罗旺斯的查理的叔叔，西法兰克国王秃头查理曾试图在861年干预普罗旺斯。在接到阿尔勒伯爵的调停请求后，他入侵了普罗旺斯，但在其顾问辛克馬爾的劝说下，他的进攻只推进到了马孔。
普罗旺斯的查理从未真正统治过他的王国，吉拉特于858年安排如果普罗旺斯的查理死后无子嗣，普罗旺斯将由查理的哥哥洛泰尔二世拥有。然而普罗旺斯的查理去世后，他的大哥路易二世也声称拥有普罗旺斯，于是路易二世和洛泰尔二世将普罗旺斯一分为二：
- 洛泰尔二世分得里昂、维埃纳和格勒诺布尔主教区，并由吉拉特管理
- 路易二世分得阿尔勒、艾克斯和昂布兰

|  |  |

| 普罗旺斯的查理 加洛林王朝出生于：845年逝世於：863年1月25日 | 普罗旺斯的查理 加洛林王朝出生于：845年逝世於：863年1月25日 | 普罗旺斯的查理 加洛林王朝出生于：845年逝世於：863年1月25日 |
| 統治者頭銜                                                 | 統治者頭銜                                                 | 統治者頭銜                                                 |
| ---------------------------------------------------------- | ---------------------------------------------------------- | ---------------------------------------------------------- |
| 前任者： 洛泰尔一世 為中法兰克王国                         | 普罗旺斯国王 855年9月23日–863年1月                         | 繼任者： 王国被洛泰尔二世 与路易二世瓜分                   |